# Janet Reno
Janet Reno, född 21 juli 1938 i Miami i Florida, död 7 november 2016 i Miami, var en amerikansk demokratisk politiker och jurist. Hon var USA:s justitieminister 1993–2001.

## Biografi
Janet Renos far Henry Reno var invandrare från Danmark och hette ursprungligen Rasmussen. När hon inledde sitt arbete i Bill Clintons kabinett, fanns bland ministrarna ytterligare en danskättad amerikan, finansministern Lloyd Bentsen.
Janet Reno studerade vid Cornell University och Harvard Law School, men hade efter juristexamen först svårt att hitta arbete som jurist. 1971 fick hon dock leda justitieutskottets stab på delstaten Floridas representanthus. Senare var hon partner i en advokatbyrå och delstatlig åklagare för Dade County (numera Miami-Dade County).
Reno blev USA:s första kvinnliga justitieminister när hon tillträdde det ämbetet den 11 mars 1993. Hon var dock den tredje kvinnliga kandidat som president Clinton nominerat till posten, men båda av de två tidigare försöken till utnämningar, Zoë Baird och Kimba Wood, tvingades dras tillbaka när det visade sig att de hade anlitat illegala invandrare som barnvakter. När Reno väl svurits in som justitieminister, stannade hon kvar till Bill Clintons andra mandatperiod tog slut (20 januari 2001), så att hennes nästan åtta år långa ämbetsperiod som justitieminister blev den längsta sedan William Wirt, som hade varit i ämbetet i hela tolv år under första hälften av 1800-talet.
Reno avslöjade 1995 att hon led av Parkinsons sjukdom. 2002 var hon guvernörskandidat i Florida men förlorade i demokraternas primärval.

## I populärkultur
Reno är antagligen den enda justitieminister som tillägnats en Miami Bass-hit. I "Janet Reno" från 1989 hyllas Reno av gruppen Anquette för arbetet som åklagare i Dade County: "In our town, we have a State Attorney by the name of Janet Reno. She locks brothers up for not paying their child support."